# Breg ob Kokri
Breg ob Kokri este o localitate din comuna Preddvor, Slovenia, cu o populație de 105 locuitori.
Satul construit, construit, se află într-un avion la o altitudine de 453 m și este accesibil din Preddvor sau Bela. Rezidenții se ocupă în principal de agricultură și creșterea animalelor.
Satul a fost menționat pentru prima dată în secolul al XII-lea în charter, cu care contele Bertold de la Kamnik au donat mănăstirii Vetrinj posesia a "șapte lacuri lângă Kokra spre Brega".

## Biserica Saint Lenart
La marginea satului se află biserica. Leonard, cea mai importantă clădire din sat. Interiorul bisericii este una dintre cele mai bine conservate ambianțe medievale din regiunea Gorenjska.
Nava de forma patrata finaluri pictat la începutul arc triumfal gotic, căci este pictat bogat în șase părți bolti Kranj prezbiteriu. Pe arcul de triumf există fresce (Sf. Leonard eliberează prizonierii și Sf. Nicolae înzestrează mireasa). Foarte frumos este imaginea sfântului Gheorghe în luptă cu balaurul. picturi murale din presbiteriu îl reprezintă pe Hristos în mandorla, simboluri ale evangheliștilor, părinții bisericii, Adam și Eva, profeții, apostolii, patimile, Barbara, Ecaterina și icoana Veronicăi. Fotografiile sunt luate de către maeștrii friuliană din jurul anului 1400.
Specificitatea bisericii planseu de lemn din anul 1480 este împărțit în 30 de câmpuri și decorate figurate cu diverse scene din viața lui Hristos și Maria. In jurul anului 1470 - 1480 ca un pictor și un maestru al Senično. Este singurul de acest gen în limba slovenă. Sub plafonul de lemn ca și în 1971 au găsit tavanul gotic târziu pictat cu scene din viața lui Hristos. Biserica are două ferestre pictate, copiați astăzi, deoarece acestea au fost recent furate originale.